# Aeroportul Banfora
Aeroportul Banfora (IATA: BNR, ICAO: DFOB) este un aeroport din Regiunea Cascades, Burkina Faso, Burkina Faso ce deservește zona Banfora. A fost numit după zona deservită.
Situat la o altitudine de 325 m, aeroportul dispune de o singură pistă.